# 카누

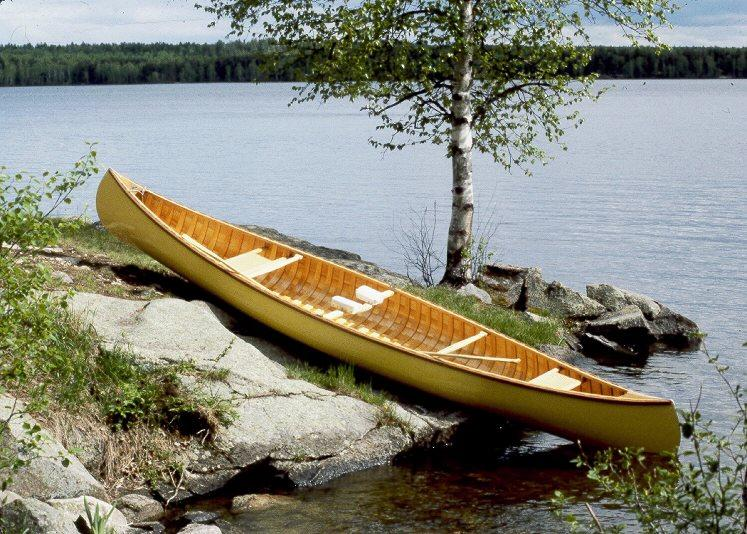
목재 카누

카누(영어: canoe, 문화어: 커누)는 일반적으로는 사람의 힘으로 움직이는 작고 좁은 보트이며, 조그마한 기계/가스식 전동기나 돛단배의 힘에 의지하는 종류도 있다. 영국식 영어에서는 캐나디언 카누(영어: Canadian canoe)라고 부른다.
사람의 힘으로 움직이는 종류의 카누는 일반적으로 두 사람이 노를 이용하여 앞으로 나아간다. 노를 잡는 사람은 추진 방향과 마주하며, 선체 안의 지지하는 부분에 앉거나 선체 위에 직접 무릎을 꿇는다.
카누는 돛이나 아웃리거와 함께 사용하도록 설계되었다. 19세기 중반까지 카누는 탐험과 교역을 위한 중요한 교통수단이었으며, 일부 지역에서는 아직도 그런 용도로 사용되며 때로는 선외 모터를 추가하기도 한다. 카누가 미국 북부, 캐나다, 뉴질랜드 등 역사에서 중요한 역할을 했던 곳에서는 대중문화에서도 여전히 중요한 주제로 남아 있다.
카누는 이제 경주, 급류, 여행 및 캠핑, 자유형 및 일반 레크리에이션과 같은 경쟁과 즐거움을 위해 널리 사용된다. 카누는 1936년부터 올림픽의 일부가 되었다. 카누의 용도에 따라 선체 모양, 길이 및 건축 자재가 결정된다. 역사적으로 카누는 더그아웃이거나 나무 프레임에 나무껍질로 만들어졌지만 건축 자재는 나무 프레임에 캔버스로 진화한 다음 알루미늄으로 진화했다. 대부분의 현대식 카누는 성형 플라스틱이나 유리 섬유, 케블라 또는 흑연이 포함된 복합재로 만들어진다.

## 역사
'카누'라는 단어는 스페인어/포르투갈어 단어 canoa에서 영어로 유래되었다. 차례로 카나와(kanawa)라는 카리브해 지역의 아라와칸어에서 통나무 카누를 뜻하는 단어를 채택했다.

## 같이 보기
- 카누 경기
- 카약
- 우미악